# Bún chả

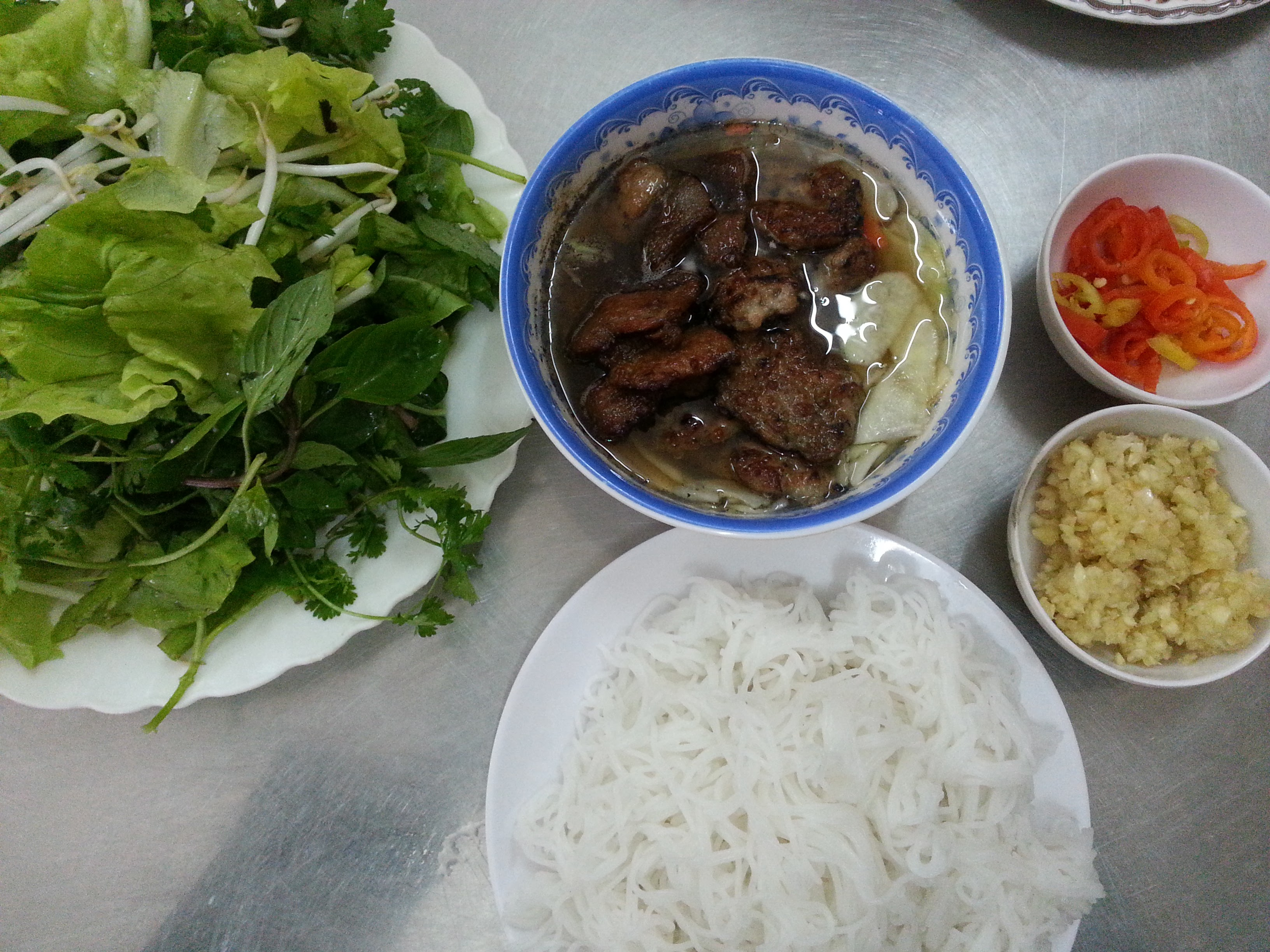
Eine Standardportion in den meisten Bún chả Läden in Hanoi.

Bún chả [ɓǔn ca᷉ː] ist ein vietnamesisches Gericht aus gegrilltem Schweinefleisch und Reisnudeln, das vermutlich aus Hanoi stammt und mit Kräutern und einer Sauce zum Dippen (nước chấm) serviert wird. Das Gericht wurde im Jahr 1959 vom vietnamesischen Schriftsteller und Journalisten Vũ Bằng (1913–1984) beschrieben. Das erste Bún-Chả-Restaurant in Hanoi befand sich in Gia Ngư im Stadtbezirk Hoàn Kiếm in der Altstadt von Hanoi.

## Zutaten
1. Chả: chả băm (Schweineschulter in gehackten Fleischbällchen), chả miếng (Schweinebauch). An vielen Orten gibt es auch chả xương sông, die aus gehacktem Fleisch und Xương Sông-Blättern gemacht werden.
2. Bún: Reisnudeln.
3. Sauce zum Dippen: Verdünnte Fischsauce zusammen mit anderen Gewürzen wie Zucker, MSG, Zitronensaft, mildem Essig, gehacktem Knoblauch und gehackten Chilischoten.
4. Süß-sauer eingelegtes Gemüse: grüne Papaya (oder Kohlrabi) und Karotten
5. Frische Kräuter: Salat, Perilla, Minze, Wasserkraut, und Koriander.[6]

## Eine Spezialität aus Hanoi

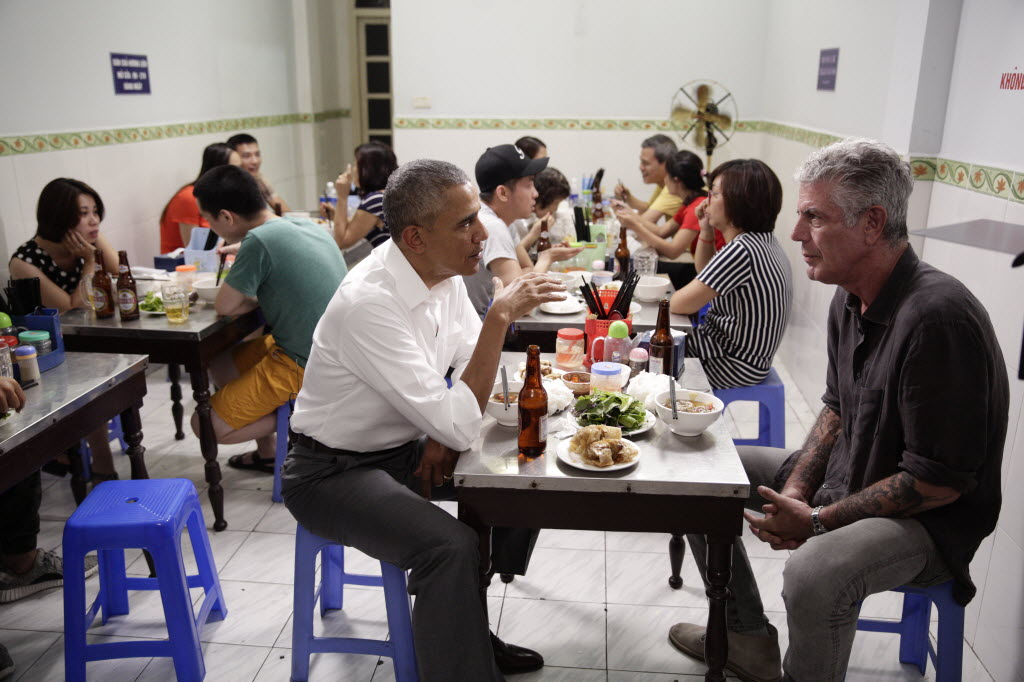
Ehemaliger US-Präsident Barack Obama mit Anthony Bourdain im Restaurant Bún Chả Hương Liên in Hanoi, Vietnam (Mai 2016)

Bún chả wird normalerweise zu Mittag gegessen. Dies ist ein sehr einzigartiger Aspekt der kulinarischen Kultur von Hanoi. Heutzutage gibt es jedoch auch einige Geschäfte, die Bún chả den ganzen Tag über, von morgens bis abends, verkaufen.
Der ehemalige US-Präsident Barack Obama besuchte während seiner Vietnamreise im Mai 2016 zusammen mit dem ehemaligen Starkoch Anthony Bourdain das Restaurant Bún Chả Hương Liên, eines der berühmtesten im Familienbetrieb geführten Restaurants Hanois.